# Горин, Иван Петрович
Ива́н Петро́вич Го́рин (18 октября 1925, Площево, Владимирская губерния — 27 августа 2003, Москва) — советский искусствовед и реставратор. Заслуженный деятель искусств РСФСР (1981). Кандидат искусствоведения. Член Московского Союза художников. Почетный член национального комитета Международного совета музеев.

## Биография
- С 1933 года — После смерти родителей воспитывался в детском доме в городе Александрове.
- 1940 год — Направлен в ремесленное училище № 5 в городе Кольчугино.
- С 1941 до лета 1944 года работал слесарем-лекальщиком на оборонном заводе № 2 имени Дегтярева в городе Коврове.
- 1944 год, осень — В составе войск 2-го Белорусского фронта прошел от Варшавы до Гданьска.
- 1945 год, март — При штурме Гданьска был тяжело ранен. После излечения в госпитале продолжал службу в авиадесантном полку в городах Быдгощ, Познань, Шрода, Полоцк, Витебск.
- 1951 год — Демобилизован в звании старшего сержанта.
- 1951 год — Окончил Московский полиграфический институт, художественный факультет.
- В 1951—1956 годах обучался на отделении теории и истории искусства исторического факультета МГУ имени М. В. Ломоносова.
- С 1956 года работал художником-реставратором живописи в ГЦХРМ.
- В 1964—1979 годах — директор Всесоюзной центральной научно-исследовательской лаборатории консервации и реставрации музейных ценностей[3]
- В 1979—1992 годах — директор Всесоюзного научно-исследовательского института реставрации Министерства культуры СССР, созданного на базе Всесоюзной лаборатории.
- В 1999—2000 годах провел персональную выставку в Музее Великой Отечественной войны на Поклонной горе в Москве.

Супруга — Л. В. Горина (1933—2025) — историк-славист, заслуженный профессор МГУ им. М. В. Ломоносова.
Похоронен на Ваганьковском кладбище. на участке № 9. Здесь же похоронена дочь — Горина Елена Ивановна (1954—2021) — живописец и график. Окончила факультет графики МГХИ им. В. И. Сурикова (1979). Член Союза художников России. Член Московского союза художников.

## Награды
Награждён орденами Отечественной войны I степени, Дружбы народов, нагрудным знаком «За заслуги перед польской культурой», а также медалями «За боевые заслуги», «За взятие Кенигсберга» и многими другими.

## Публикации
Опубликовал более 230 работ по вопросам современного искусства и сохранению (реставрации) культурного наследия.
- «Очерк по истории реставрации музейных коллекций в Советском Союзе» // Сообщения ВЦНИЛКР. — В. 3. — 1975.
- «О принципах восстановления произведений древнерусской живописи» // Искусство. — 1969. — № 11. — С. 57—63.
- «Реставрация произведений станковой масляной живописи» / Ред. И. П. Горин. — М., 1977. — 104 с.

## Художественное наследие
Автор нескольких сотен живописных работ (масло, акварель) и рисунков.